# Phoebe Buffay
Phoebe Buffay är en rollfigur i den amerikanska situationskomedin och tv-serien Vänner och spelas av Lisa Kudrow.
Phoebe är en söt, romantisk, flipprig person som kan verka lite virrig. Hon ser alltid det goda i alla människor och är ofta godtrogen. Phoebe gillar att spela gitarr och sjunga och uppträder ofta på Central Perk.

## Familj
Phoebes ovanliga familjehistoria reflekteras i hennes nuvarande liv. Hennes biologiska mamma, Phoebe Abbott, födde henne och tvillingsystern Ursula när hon var tonåring. Hon gav bort barnen till sin bästa vän Lily som uppfostrade dem. Lilys man, Frank Buffay, var flickornas biologiska pappa. Frank lämnade dem när de var väldigt unga. Lily, som Phoebe trodde var hennes biologiska mamma, arbetade på en pråm under barnens barndom, men begick självmord när de var i tonåren. Barnen togs först omhand av sin styvfar, men en kort tid därefter hamnade han i fängelse av oklara orsaker.
Phoebe och hennes tvillingsyster blev därefter lämnade ensamma, och vid fjorton års ålder lämnade Phoebe sitt barndomshem och flyttade till New York för att skaffa sig ett jobb. Det gick inget vidare och hon levde under flera år hemlös på gatorna innan hon flyttade in hos Monica Geller, en av vännerna. Där stannade hon fram till 1992 och därefter flyttade hon in hos sin mormor, Lilys mamma. Under den här tiden skaffade hon sig massagelicens och började arbeta som massös. Hennes mormor dör under säsong fem, och under begravningen får hon träffa sin pappa Frank Buffay.
Hon träffar även sin biologiska mor, Phoebe Abbot, i avsnittet The One at the Beach i säsong tre. Phoebe och hennes tvillingsyster tappar kontakten och de talar bara med varandra när de behöver. Ursula beter sig hela tiden mycket kallt mot Phoebe.
Phoebe har även en halvbror, Frank Buffay Jr, med namn efter sin pappa. Hon hittar sin bror en av de gånger hon försöker hitta sin pappa. Deras pappa har även lämnat broderns familj. När Frank gift sig med sin mycket äldre hemkunskapslärare undrar han om Phoebe kan agera surrogatmamma åt dem, eftersom de själva inte kan få barn. Phoebe går med på det och i avsnittet The One Hundredth föder hon trillingar, en pojke, Frank Jr. Jr. och två flickor, Leslie och Chandler.

## Musiktalang
Phoebes musiktalang är populär underhållning. Hennes samling av låtar består bland annat av ”The Double-Double-Double-Jointed Boy”, ”Sue, Sue, Suicide”, ”Sticky Shoes”, ”Ode to a Pubic Hair (Little Black Curly Hair)” och den mest berömda, ”Smelly Cat”, som både blir kattsandsreklam och ett kommersiellt musiksläpp.
Hennes musikstil beskriver hon i det tredje avsnittet av säsong nio som akustiskta folklåtar, och hon säger samtidigt att hon arbetar på några Iron Maidencovers.
När hon försöker lära Joey Tribbiani att spela gitarr beskriver hon sig som självlärd och vet inte de riktiga namnen på ackorden. Hon kallar giss för den gamla damen och A för björntassen efter hur hon håller handen när hon spelar dem.

## Personlighet
Phoebe saknar en normal barndom och beter sig ofta naivt och oskyldigt. Hon tror att jultomten finns tills Joey berättar motsatsen. Hon blir överlycklig när Ross Geller ger henne en rosa cykel efter att hon berättat om att hon aldrig hade en cykel som barn, hon hade bara kartongen grannflickans cykel kom i att leka med.
Hon är den av de tre tjejerna av vännerna som oftast har endast sexuella förhållanden, något hon inte bryr sig särskilt mycket om innan hon träffar Mike. Flera gånger i serien har det antytts att Phoebe gillar kinkysex med bland annat handfängsel. Den uppfattningen får man bland annat av hennes insinuationer om att hon haft sex i en hiss, att hon brutit benet på grund av ett tryckfel i en sexmanual och att hon kommenterar kvaliteten på ett par handklovar. 
Phoebe använder sin kaotiska barndom och traumatiska historia för att få sympati hos sina vänner. Genom att nämna sin mors död får hon ofta som hon vill. Under seriens gång börjar dock vännerna ta hennes påståenden på mindre allvar. Hon berättar emellertid om vissa av sina livserfarenheter som om de inte är något speciellt alls och verkar inte ha någon förståelse för hur chockerande de är för andra.

## Djurens rätt och miljön
Phoebe bryr sig mycket om djurens rättigheter och miljöfrågor. Hon är vegetarian och äter inte mat med ett ansikte. Hon blir dock deprimerad när hennes make lämnar henne, och äter då en ostburgare. Också när hon är gravid faller hon för frestelsen att äta kött, men inte förrän Joey Tribbiani gått med på att avstå från kött under hennes graviditet så att inga extra djur behöver dö. I avsnittet The One With George Stephanopoulos erkänner Monica att hon en gång lurade Phoebe att äta kött.
Hon vägrar även att äta kalkon under Thanksgiving och är emot att bära päls. Hon ogillar även att granar blir nedhuggna och säljs som julgranar.